# Hommages à René Cassin

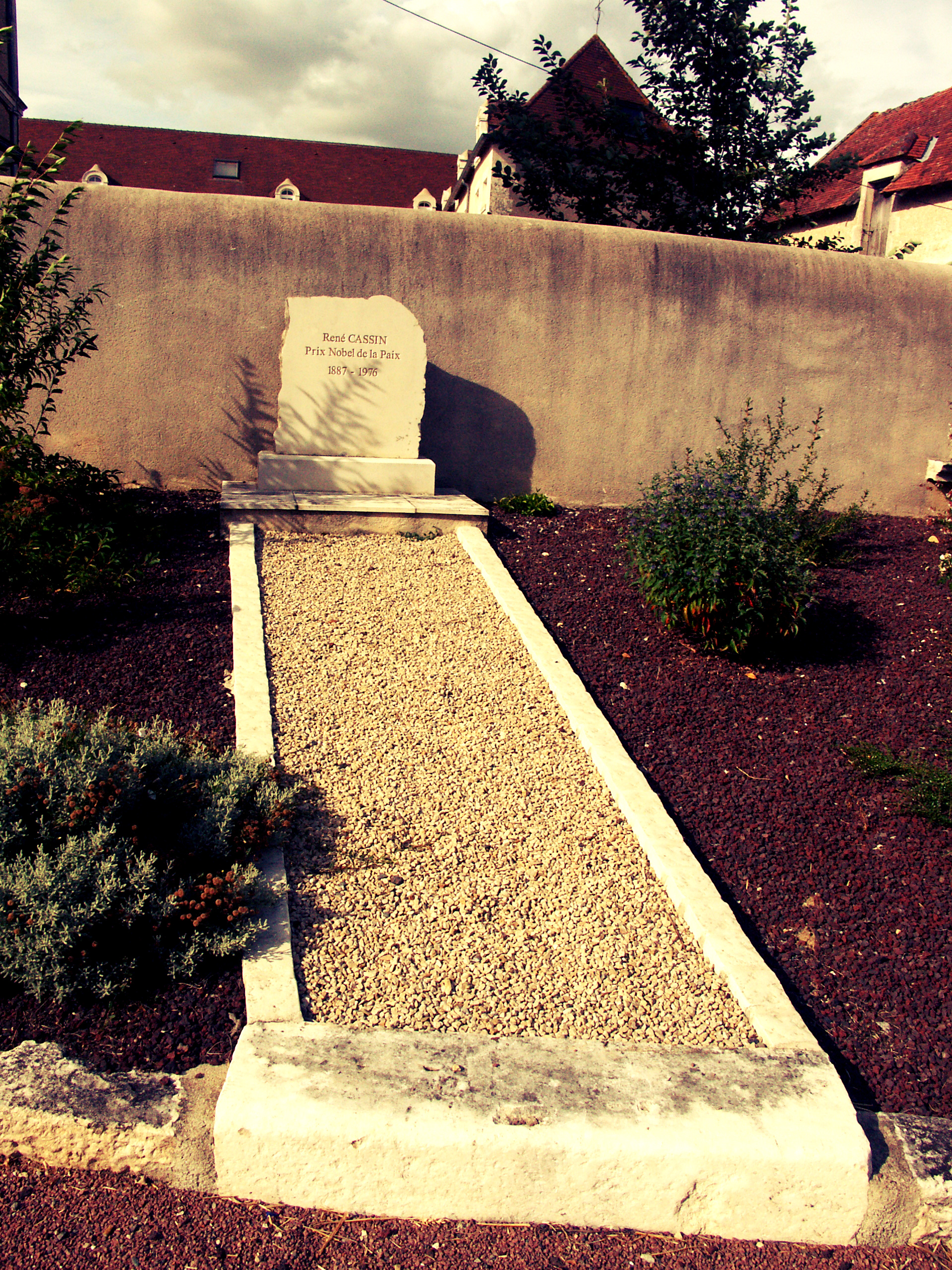
Tombe de René Cassin à Béthines.

Rond-point René Cassin à  Laon (Aisne)
Cet article recense les hommages rendus à René Cassin à travers des noms de lieux, d'établissements, etc.

## Voies portant son nom
(Liste non exhaustive.)
| - Allées René Cassin - Faulquemont (Moselle). - Saint-Denis-de-Cabanne (Loire) - Bron (Rhône) - Avenues René-Cassin - Manosque (Alpes-de-Haute-Provence) - Villemoustaussou (Aude) - Aix-en-Provence (Bouches-du-Rhône) - Eyguières (Bouches-du-Rhône) - Fos-sur-Mer (Bouches-du-Rhône) - La Fare-Les-Oliviers (Bouches-du-Rhône) - Rognac (Bouches-du-Rhône) - Trets (Bouches-du-Rhône) - Guéret (Creuse) - Alès (Gard) - Mérignac (Gironde) - Sainte-Livrade-sur-Lot (Lot-et-Garonne) - Azé (Mayenne) - Guer (Morbihan) - Lyon (Rhône) - Mâcon (Saône-et-Loire) - Castres (Tarn) - Gaillac (Tarn) - Toulon (Var) - Morsang-sur-Orge (Essonne) - Lieusaint (Seine-et-Marne) - La Motte-Servolex (Savoie) - Boulevards René-Cassin - Nice (Alpes-Maritimes) - Plan-de-Cuques (Bouches-du-Rhône) - Agde (Hérault) - Nantes (Loire-Atlantique) - Damgan (Morbihan) - Quiberon (Morbihan) - Niort (Deux-Sèvres) - Poitiers (Vienne) | - Impasses René-Cassin - Varilhes (Ariège) - Rognac (Bouches-du-Rhône) - Brive-la-Gaillarde (Corrèze) - Saint-Genest-Lerpt (Loire) - Yssingeaux (Loire) - La Montagne (Loire-Atlantique) - Hennebont (Morbihan) - Nevers (Nièvre) - Argenton-l'Église (Deux-Sèvres) - Piolenc (Vaucluse) - Places René-Cassin - Saint-Fortunat-sur-Eyrieux (Ardèche) - Coursan (Aude) - Fleury (Aude) - Baraqueville (Aveyron) - Besançon (Doubs) - Morlaix (Finistère) - Étauliers (Gironde) - Chartres-de-Bretagne (Ille-et-Vilaine) - Bourgoin-Jallieu (Isère) - La Chapelle-sur-Erdre (Loire-Atlantique) - Ingré (Loiret) - Montmélian (Savoie) - Paris (Ier arrondissement) (Paris) - Rambouillet (Yvelines) - Auteuil-le-Roi (Yvelines) - Béceleuf (Deux-Sèvres) - Draguignan (Var) - Antony (Hauts-de-Seine) - Gournay-sur-Marne (Seine-Saint-Denis) - Saint-Pierre-d'Entremont (Savoie) | - Pont René-Cassin à Louhans (Saône-et-Loire). - Sutrieu (Ain) - Ronds-points René-Cassin - Istres (Bouches-du-Rhône) - Miramas (Bouches-du-Rhône) - Saint-Malo (Ille-et-Vilaine) - Perpignan (Pyrénées-Orientales) - Haguenau (Bas-Rhin) - Chassieu (Rhône) - Wimereux (Pas-de-Calais) - Rond-point René-Samuel Cassin - Plouzané (Finistère) - Rues René-Cassin - Bourg-en-Bresse (Ain) - Gauchy (Aisne) - Riez (Alpes-de-Haute-Provence) - Quintenas (Ardèche) - Bram (Aude) - Carcassonne (Aude) - Saint-Martin-de-Crau (Bouches-du-Rhône) - Caen (Calvados) - La Rochelle (Charente-Maritime) - Saintes (Charente-Maritime) - Quetigny (Côte-d'Or) - Saint-Apollinaire (Côte-d'Or) - Plouha (Côtes-d'Armor) - Saint-Brieuc (Côtes-d'Armor) - Buis-les-Baronnies (Drôme) - Bordeaux (Gironde) - Léognan (Gironde) - Baillargues (Hérault) - Sète (Hérault) - Chantepie (Ille-et-Vilaine) - Chinon (Indre-et-Loire) - Feurs (Loire) - Rezé (Loire-Atlantique) - Orléans (Loiret) | - Rues (suite) - Pithiviers (Loiret) - Bezannes (Marne) - Nancy (Meurthe-et-Moselle) - Malansac (Morbihan) - Vannes (Morbihan) - Nœux-les-Mines (Pas-de-Calais) - Outreau (Pas-de-Calais) - Saint-Pol-sur-Ternoise (Pas-de-Calais) - Gerzat (Puy-de-Dôme) - Bordères-sur-l'Échez (Hautes-Pyrénées) - Genas (Rhône) - Rillieux-la-Pape (Rhône) - Cuiseaux (Saône-et-Loire) - Fontcouverte-la-Toussuire (Savoie) - Rumilly (Haute-Savoie) - Melun (Seine-et-Marne) - Saint-Thibault-des-Vignes (Seine-et-Marne) - Rivery (Somme) - Puylaurens (Tarn) - Avignon (Vaucluse) - Vaison-la-Romaine (Vaucluse) - La Roche-sur-Yon (Vendée) - Limoges (Haute-Vienne) - Belfort (Territoire de Belfort) - Montgeron (Essonne) - Morsang-sur-Orge (Essonne) - Rueil-Malmaison (Hauts-de-Seine) - Noiseau (Val-de-Marne) - Andilly (Val-d'Oise) - Saint-Denis de La Réunion (La Réunion) - Camaret Sur Mer (Finistère) - Chaligny (Meurthe-et-Moselle) - Villeneuve-Tolosane (Haute-Garonne) - Squares René-Cassin - Saint-Georges-les-Bains (Ardèche) - Rennes (Ille-et-Vilaine) |

## Plaques, statues et monuments commémoratifs
- Statue de René Cassin à Forbach.

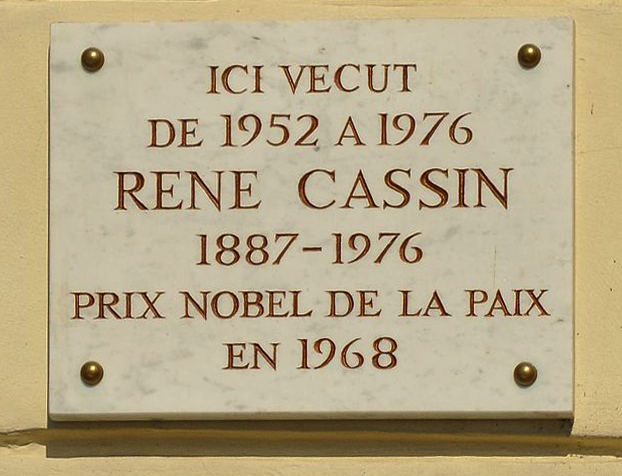
Plaque apposée au 36 quai de Béthune.

- Plaque commémorative au centre communautaire israélite René-Cassin à Rueil-Malmaison.
- Monument commémoratif pour René Cassin dans le square Marcel-Kirchner à Nice donnant sur le boulevard René-Cassin.
- Plaque commémorative au 36 quai de Béthune à Paris (4e arrondissement), où il habita de 1952 à 1976.
- René Cassin, président de l'Union fédérale des anciens combattants médaille bronze et argent créée par Roland Irolla, Monnaie de Paris, 1984.
- René Cassin, Prix Nobel de la Paix, 1968. Artisan de la Déclaration universelle des droits de l’homme, 10.12.1948, photo de René Cassin en marche, sur la place faisant face au Palais des Nations, siège de l'Organisation des Nations unies à Genève (ONUG).

## Établissements

### Enseignement primaire et secondaire

#### En France
| - Écoles primaires René-Cassin - Anse (Rhône) - Blagnac (Haute-Garonne) - Cran-Gevrier (Haute-Savoie) - Decize (Nièvre) - Faverges (Haute-Savoie) - Gondreville (Meurthe-et-Moselle) - L'Isle-Jourdain (Gers) - Kogenheim (Bas-Rhin) - Montbert (Loire-Atlantique) - Meslay-du-Maine (Mayenne) - Noisy-sur-École (Seine-et-Marne) - Pont-du-Château (Puy-de-Dôme) - Privas (Ardèche) - Riom (Puy-de-Dôme) - Saint-Alban-Leysse (Savoie) - Vétraz-Monthoux (Haute-Savoie) - Groupes scolaires René-Cassin - Armissan (Aude) - Gières (Isère) - Guécélard (Sarthe) - Meyzieu (Rhône) - Nice (Alpes-Maritimes) - Pont-du-Château (Puy-de-Dôme) - Saint-Jean-de-Védas (Hérault) - Saint-Laurent-du-Var (Alpes-Maritimes) - Fort-de-France (Martinique) - Saint-Didier-sous-Aubenas (Ardèche) | - Collèges René-Cassin - Agde (Hérault) - Athis-de-l'Orne (Orne) - Ballan-Miré (Indre-et-Loire) - Ballon (Sarthe) - Baume-les-Dames (Doubs) - Brenouille (Oise) - Cancale (Ille-et-Vilaine) - Cernay (Haut-Rhin) - Chanteloup-les-Vignes (Yvelines) - Corbas (Rhône) - Cosne-Cours-sur-Loire (Nièvre) - Éloyes (Vosges) - Ernée (Mayenne) - Gond-Pontouvre (Charente) - Guénange (Moselle) - L'Isle-Jourdain (Vienne) - Lillers (Pas-de-Calais) - Loos-en-Gohelle (Pas-de-Calais) - Noidans-lès-Vesoul (Haute-Saône) - Noisy-le-Sec (Seine-Saint-Denis) - Ouzouer-le-Marché (Loir-et-Cher) - Paray-le-Monial (Saône-et-Loire) - Saint-André-les-Alpes (Alpes-de-Haute-Provence) - Saint-Orens-de-Gameville (Haute-Garonne) - Savigny-sur-Orge (Essonne) - Tarascon (Bouches-du-Rhône) - Tourrette-Levens (Alpes-Maritimes) - Vielmur-sur-Agout (Tarn) - Villefontaine (Isère) - Wizernes (Pas-de-Calais) | - Lycées d'enseignement général René-Cassin - Arpajon (Essonne) - Bayonne (Pyrénées-Atlantiques) - Gonesse (Val-d'Oise) - Montfort-sur-Meu (Ille-et-Vilaine) - Tarare (Rhône) - Lycée d'enseignement général, technologique et professionnel René-Cassin de Mâcon (Saône-et-Loire) - Lycée d'enseignement général et technologique René-Cassin d'Arpajon (Essonne) - Lycée polyvalent René-Cassin du Raincy (Seine-Saint-Denis) - Lycées professionnels René-Cassin - Metz (Moselle) - Montigny-en-Ostrevent (Nord) - 16e arrondissement de Paris - Rive-de-Gier (Loire) - Tulle (Corrèze) - Lycées techniques René-Cassin - Noisiel (Seine-et-Marne) - Vierzon (Cher) - Lycée des métiers René-Cassin de Strasbourg (Bas-Rhin) |  |

#### Ailleurs dans le monde
| - Lycée René-Cassin de Fianarantsoa, Madagascar - Lycée René-Cassin de Jérusalem, Israël (situé à Ramat-Eshkol), depuis 1971 - Lycée René-Cassin d'Oslo, Norvège |

### Enseignement supérieur
- Amphithéâtre René-Cassin sur le campus de Bron de l'université Lumière-Lyon-II.
- Bâtiment et amphithéâtre de la faculté de droit d'Aix-en-Provence. Une plaque en son hommage a été posée dans le grand hall de la faculté, en souvenir de ses années d'études passées à Aix-en-Provence.
- Amphithéâtre René-Cassin de l'Institut d'études politiques d'Aix-en-Provence.
- Amphithéâtre de prestige René-Cassin de la Faculté de droit de l'université Lille-II.

- Centre Port-Royal-René-Cassin (Université Paris-I)
- Université professionnelle internationale René-Cassin de Lyon (Rhône, France)

- René Cassin a donné son nom au Concours européen des droits de l'homme René-Cassin[2] ouvert aux étudiants en droit et en sciences politiques, consistant en une simulation de plaidoiries en langue française, basée sur la Convention européenne des droits de l'homme
- La promotion 2019 des étudiants de bicursus à l'Institut d'études politiques de Paris et à l'université Paris-Sorbonne porte son nom.
- La promotion 2008 de l'INSA de Strasbourg porte son nom.

### Établissements divers
- Auberge de jeunesse de Strasbourg
- René Cassin a également donné son nom à une salle de réunion du premier étage du Quai d'Orsay (Ministère des Affaires Étrangères et Européennes) ainsi qu'à une salle de travail au Conseil d'État (Palais-Royal), dont il a été Vice-Président.
- CLSC René-Cassin à Montréal[3].
- Espace Culturel et de Congrès à Fontenay-le-Comte [4].
- Espace René Cassin à Bitche (Moselle).
- Salle René Cassin à Verdun (Meuse).
- Salle René Cassin (Halle espace culturel) à Saint-Sulpice-la-Pointe (Tarn).
- Groupe René Cassin des EEIF (Éclaireuses éclaireurs israélites de France) à Issy-les-Moulineaux (Hauts-de-Seine).
- Gymnase René Cassin à Château-Thierry.
- Salle René Cassin à Houilles
- Hall René Cassin au Conseil départemental du Puy-de-Dôme à Clermont-Ferrand

## Philatélie
Plusieurs timbres à son effigie ont été émis ainsi que des cartes « premier jour ».